# René Massuet
René Massuet, francoski teolog in pedagog, * 13. avgust 1666, St. Ouen de Mancelles, Évreux, † 11. januar 1716, St. Germain des Prés, Pariz. 